# Aignerville
Aignerville é uma ex-comuna francesa na região administrativa da Normandia, no departamento de Calvados. Estendeu-se por uma área de 4,4 km². Em 2010 a comuna tinha 200 habitantes (densidade: 45,5 hab./km²).
Em 1 de janeiro de 2017 foi fundida com as comunas de Formigny, Écrammeville e Louvières para a criação da nova comuna de Formigny La Bataille.